# Пучкова, Валентина Михайловна
Валентина Михайловна Пучкова (16 февраля 1918 — 24 июля 1994) — передовик советского народного образования и просвещения, учитель и директор Хорольской средней школы, Хорольский район Приморского края, Герой Социалистического Труда (1966).

## Биография
Родилась 16 февраля 1918 года в городе Костроме Костромской губернии в русской семье рабочих. Завершила обучение в средней школе и в 1936 году успешно была зачислена на обучение на исторический факультет Московского педагогического института. В 1939 году по путёвке комсомола в группе студентов 4-го курса была направлена работать на Дальний Восток, в Приморский край. Трудоустроилась педагогом в неполную среднюю школу №6 совхоза имени Сунь Ят-сена Михайловского района Уссурийской области, учителем истории. В 1940 году защитив диплом, окончила обучение в высшем учебном заведении.
В 1942 года оформила замужество и переехала жить в село Хороль. До 1948 года занималась домашним хозяйством и воспитанием троих детей.
В августе 1948 года вновь приступила к педагогической деятельности, трудоустроилась преподавателем истории в общеобразовательное учреждение села Хороль Приморского края. Чуть позже была назначена заведующей по учебной части школы, а в ноябре 1951 года стала работать в должности директора. В 1954 году вступила в члены КПСС. 
За всё время работы директором школы, образовательное учреждение являлось лучшим в районе. Здесь у одних из первых в Приморском крае была создана ученическая производственная бригада, которая занимала первые места в соревнованиях ученических производственных бригад. Школа дважды принимала участие в ВДНХ по направлению работы юных натуралистов (юннатов).
За особые заслуги в развитии народного хозяйства, науки и культуры Приморского края, Указом Президиума Верховного Совета СССР от 9 марта 1966 года Валентине Михайловне Пучковой было присвоено звание Героя Социалистического Труда с вручением ордена Ленина и золотой медали «Серп и Молот».
Продолжала педагогическую работу в школе до выхода на заслуженный отдых в 1973 году.
Проживала в селе Хороль Приморского края. Умерла 24 июля 1994 года. Похоронена на сельском кладбище.

## Награды
За трудовые успехи была удостоена:
- золотая звезда «Серп и Молот» (09.03.1966);
- орден Ленина (09.03.1966);
- Заслуженный учитель школы РСФСР (07.12.1959),
- Отличник народного просвещения РСФСР,
- другие медали.

## Память
- В 2000 году было принято решение присвоить имя Героя Социалистического Труда Пучковой В.М. средней школе №1 села Хороль.